# 刘桥镇 (南通市)
刘桥镇，是中华人民共和国江苏省南通市通州区下辖的一个乡镇级行政单位。

## 行政区划
刘桥镇下辖以下地区：
刘桥社区、新联社区、慎修村、徐园村、英雄村、蒋一村、苏池村、新中村、长岸村、尹家园村、米三桥村和极孝村。